# Aragorn
Aragorn je lik iz Tolkienove izmišljene mitologije. Pojavljuje se u knjigama Gospodar prstenova i Nedovršene pripovijesti.
Aragorn je bio poznat kao Strider, Šumar koji je živio u Divljini štiteći stanovnike Međuzemlja. Ali on je i posljednji potomak drevne kraljevske loze, i kada se pridružio Družini Prstena došlo je i vrijeme da ispuni svoju sudbinu. I dok se Frodo Baggins nastojao domoći Klete gore i uništiti Prsten, Aragorn se borio protiv Neprijateljevih slugu te se samom Sauronu otkrio kao Isildurov nasljednik. Nakon Sauronova pada Aragorn ujedinjuje kraljevstva Gondor i Arnor. Mir i blagostanje se vraćaju u Međuzemlje. 

## Povijest
Aragorn je rođen 1. ožujka 2931. godine Trećeg doba, kao jedinac Arathorna II., 15. poglavara Dúnedaina, i Gilraen. Ime je dobio po 5. poglavaru. Po svom pretku Elendilu, kojemu je jako sličio, bio je potomak Elrosa, Elrondovog brata, prvog kralja Númenora. Dvije godine kasnije, njegova oca Arathorna II. ubili su orci pa je Aragorn postao 16. i posljednji poglavar Dúnedaina. Gilraen ga je tada odvela u Imladris, gdje mu je Elrond postao poočim, davši mu ime Estel (Nada), kako bi se prikrilo njegovo pravo podrijetlo. Nakon što je navršio dvadeset godina, Elrond mu je otkrio tko je on zapravo, davši mu Barahirov prsten i krhotine Narsila, koji su bila njegova baština. Treći predmet, žezlo Annúminasa, je zadržao sve dok mu to pravo ne pripadne. Drugi dan Aragorn je u šumi sreo Arwen, koja se vratila iz Lóriena da posjeti oca. Misleći da je pred njim Lúthien, zazvao ju je tim imenom, jer Arwen je jako ličila na svoju pretkinju iz Drevnih dana. Na prvi pogled se zaljubio u nju, no kad je Elrond zato doznao, bio je tužan, ali odlučan. Prvo zato što bi se Arwen morala odreći svoje besmrtnosti i biti odvojena od svog roda udajom za njega. Odlučan, jer ako se to i dogodi, Aragorn bi prvo morao učiniti velika djela.   
Potom se Aragorn otputio u divljinu i za to vrijeme skupljao dragocjena iskustva, suočavajući se s mnogo opasnosti. Bio je u Moriji i došao je čak do mordorskih granica kako bi dokučio Sauronove planove. Godine 2956. upoznao je Gandalfa i odmah se s njim sprijateljio. Na njegov savjet je pazio, zajedno sa svojim ljudima graničarima, na malu zemlju Shire, naseljenu hobitima. Time je zaradio ime Strider. U tim dugim godinama Aragorn je bio konjanik u vojsci rohanskog kralja Thengela, te je također služio gondorskog namjesnika Echteliona II., kao zapovjednik i sve to pod imenom Thorongil, što znači Zvjezdani orao, želeći sakriti svoj pravi identitet. Echtelion je više cijenio svog tajnovitog zapovjednika nego svog sina Denethora, i kada je donio pobjedu kod Umbara protiv pobunjenika, nestao je iz Gondora, jednako kako je i došao. 
Na svom putu prema Imladrisu, godine 2980. Aragorn se zaustavio u Lothlórienu, gdje je ponovo sreo Arwen Undómiel. Proveli su neko vrijeme zajedno, i nakon što joj je dao Barahirov prsten, njih dvoje se zaručilo na Cerin Amrothu. Arwen je time odbacila svoju besmrtnost, prihvaćajući Ilúvatarov dar ljudima: smrt. 
No kada se vratio u Imladris, Elrond mu je rekao da se s Arwen neće vjenčati, sve dok on ne postane kralj Gondora i Arnora, jer je ona ipak po svojoj liniji bila iznad njega. Nakon toga Aragorn je ponovo otišao u divljinu. Pri tome je posjetio u Eriadoru svoju majku Gilraen, koja mu je rekla da neće još dugo izdržati tminu koja se nadvila nad Međuzemlje. Ipak je naglasila kako je sretna jer je Dúnedanima dala nadu, rođenjem Aragorna.  

Aragorn je u međuvremenu sa svojim ljudima i dalje pazio na Shire, pogotovo otkad mu je, 3001. godine, Gandalf otkrio da je Prsten pronađen, a Aragorn ga je savjetovao da nađu Golluma. I tako se on dao u potragu mnogo godina, sve do Mordora, konačno uhvativši tragove Golluma kod Mrtvih baruština. Tamo ga je zarobio i odveo u Mrkodol na čuvanje, od kuda je ovaj pobjegao 3018. godine, kada je ta vijest objavljena na Elrondovu vijećanju. 
Te iste godine, dakle 3018. sreli su se Gandalf i Aragorn, te mu je čarobnjak rekao da će Prsten krenuti na svoj put u rujnu. Kako je vjerovao da će Frodo biti siguran u Gandalfovim rukama, otišao je ponovo na put koji je trajao nekoliko mjeseci. No saznavši od Galdora da se Gandalf nije vratio u Shire, da su hobiti već krenuli, a Utvare postale aktivne, Aragorn ih je dočekao u Breeju, u krčmi Kod propetog konjića. Predstavio se Frodu, ponudivši mu svoju zaštitu i vodstvo. Time je započela njegova velika uloga u Ratu za Prsten. Te noći, nakon Frodove nespretnosti s prstenom, spasio je hobite od sigurne smrti pred Utvarama, koje su osjetile snagu prstena. Sutradan su napustili Bree, okrenuli kroz Chetwood prema Imladrisu. Usprkos Aragornu, koji je učinio sve što je mogao, njihov kamp na Amon Sulu napala su petorica Utvara, od kojih je jedan, Kralj vještac, ubo Froda ispod ramena. Aragorn je odbio napad, te je zatim pomogao Frodu oko rane, iako je izlječenje rane iznad njegova umijeća liječenja. Otišli su s Vjetrovrha i nakon nekoliko dana, uz malo poteškoća i uz pomoć Glorfindela, došli do Rivendella. Arwen i Aragorn su se tu ponovo sreli, a Aragorn je prisustvovao Elrondovu vijeću, jer ga se to neposredno ticalo. Tu se otkrilo njegovo porijeklo kada je izvukao Narsil iz korica, odgovor na Boromirov san i riječi koje je čuo u njemu. Tu u Rivendellu, Narsil su zatim prekovali kovači, čime se ispunilo Elrondovo proročanstvo. 
Aragorn ga je prozvao Andúril, što na sindarinskom znači Plamen Zapada., te krenuo s Prstenovom družinom prema Mordoru, kako bi uništili Prsten Vladar. Put ih je vodio kroz Moriju, nakon što nisu mogli prijeći Caradhras. U Moriji je pao Gandalf u borbi s Balrogom, te je Aragorn postao vođa družine i doveo ih u Lothlórien. Tu su bili nešto više od mjesec dana. Na rastanku Galadriel je Aragornu darovala korice za mač, i jedan zeleni dragulj, zvan Elessar, ime pod kojim će bit okrunjen za kralja. 
16.veljače, otišli su iz Zlatne šume, čamcima do slapova Raurosa, prošavši pritom pored Argonatha, velikih stupova Anáriona i Isildura. Tu na livadi Part Galena, raspala se družina. Napali su ih Uruk-hai, Sarumanovi sluge, koji su ubili Boromira i oteli Merryja i Pippina, Frodo je sa Samom krenuo put Mordora, a Aragorn, Gimli i Legolas u spašavanje otetih mališana. Aragorn i suputnici sreli su Eomera na granici Rohana i Fangorna poslije četiri dana potrage, gdje ih je ovaj obavijestio da su Orci koje su oni gonili pobijeni, i da nitko nije preživio. Dao im je konje, te je Aragorn produžio do tog mjesta, te po okolnim tragovima shvatio da su Merry i Pippin pobjegli u Fangorn. Kako nisu imali izbora, otišli su za njima, i tu otkrili da su oni dobro i da su s Drvobradašem, a da je Gandalf živ, tj. vratio se u život postavši Gandalf Bijeli. Zajedno s njim su pošli u Edoras, kako bi spasili kralja Theodena od Sarumanovih opsjena pomoću Grime, Theodenovog sluge. Aragorn je tu upoznao kraljevu nećakinju Eowyn, koja se u njega zaljubila. Oslobođen tame, kralj je odlučio krenuti u rat, te su svi osim Gandalfa, krenuli prema Helmovoj klisuri. U njoj su bili napadnuti od Sarumanovih Uruka, i kada se činili da će biti pobijeđeni, Gandalf je došao s pomoći i pobjeda je bila zagarantirana. Aragorn se vratio u Isengard zajedno s Gandalfom, Legolasom, Gimlijem, Theodenom i nešto vojske, i tu se ponovo sastali s Merryjem i Pippinom. Tijekom pregovora između Gandalfa i Sarumana u uništenom Isengardu, Grima, koji se vratio svom gospodaru, bacio je na njih palantír. Aragorn ga je kasnije preuzeo, nakon Pippinove nezgode, kao njegov zakoniti vlasnik. Na putu natrag u Helmovu klisuru, nakon što je Gandalf s Pippinom otišao u Minas Tirith, pridružili su im se Dúnedaini, i Elrondovi sinovi, Elladan i Elrohir, vodeći konja Roheryna i noseći stijeg koji je Arwen napravila za Aragorna. Prenjeli su mu poruko svoga oca Elronda da se u hitnji sjeti Staza mrtvih. 
Kasnije, kada su došli u klisuru, Aragorn je isprobao kamen, otkrivajući se tako Sauronu kao nasljednik, s misijom da odvuče njegove misli od Mordora, kako bi pomogao Frodu i Samu. Uz to je vidio kako Gondoru prijeti velika opasnost od pobunjenika s Juga. Odmah tog jutra Aragorn je obznanio svoju odluku Theodenu da krene Stazama mrtvih, a s njim su pošli Legolas, Gimli, braća Elladan i Elrohir, te Dúnedaini. Bila je to Siva družina. Prvo su pošli u Dunharrow, gdje ih je dočekala Eowyn, moleći Aragorna da ju povede s njime. No on ju je odbio jer ona je sad bila gospodarica Rohana, pošto se kralj još nije vratio, iako ga je srce boljelo, jer joj nije mogao uzvratiti naklonost.  8. ožujka, ušli su na Staze i od tada ih je pratila Vojska mrtvih na putu prema Erechu. Mrtvi ljudi su bili Vjerolomnici, koji su nekoć davno okrenuli leđa Isilduru i njihovom savezništvu, u borbi protiv Saurona. Stoga je Isildur bacio na njih kletvu da se nikad ne smire dok ih njegov nasljednik ne pozove da ispoštuju tu zakletvu do kraja. Nakon Erecha, pošli su prema jugu, prema Pelargiru, do kojeg im je trebalo 5 dana. Kod Pelargira ih je dočekalo 50 brodova koja su trebala ići prema Minas Tirithu. Uz pomoć Vojske mrtvih preuzeli su ih, te je Aragorn smatrao njihovu zakletvu ispunjenom. 
I oni su nestali. Dva dana kasnije, brodovlje je došlo do Minas Tiritha, gdje je Aragorn razvio stijeg koji mi je izradila Arwen sa sedam zvijezda i krunom Elendila na crnom platnu. Na Pelennorskom polju susreo se s Eomerom, gdje su se ponovo zajedno borili dok neprijatelji nisu bili pobijeđeni. Iako je razvio stijeg i time pokazao svoje pravo na prijestolje, te večeri je u grad ušao samo kao poglavar Dunedaina, dok je princ od Dol Amrotha bio stavljen kao zapovjednik. Jer Denethor, namjesnik grada se spalio, a njegov sin koji je trebao biti njegov nasljednik, ležao je teško ranjen.  Nakon što je izliječio Merryja, Eowyn i Faramira i mnoge druge, povukao se izvan zidina grada. 16. ožujka bilo je vijećanje, gdje je odlučeno da moraju Sauronovu vojsku izmamiti izvan granica Mordora, kako bi Frodo i Sam uspjeli u svom zadatku. Dva dana kasnije, ono što je ostalo od vojske Minas Tiritha i Rohana, krenulo je na put dug nekoliko dana, sve dok se nisu zaustavili na Cormallenskom polju. Ustvari to je bio jedan očajnički pokušaj, jer je njihov broj jedva dostizao 6,000 ljudi. 25. ožujka počela je Morannonska bitka, vojska Zapada s jedne strane, u podređenom položaju, a s druge ona Sauronova, daleko brojnija. I u trenutku samog beznađa, na rubu poraza, vojska Zapada je ipak slavila pobjedu, jer je Prsten Vladar bio bačen u Kletu goru, Sauron nestao, a neprijatelji se razbježali ili su poginuli, a neki su se predali. 
Aragorn se vratio u Minas Tirith 1. svibnja, gdje je bio okrunjen za kralja Gondora i Arnora. Okrunio ga je Gandalf. Pri svojoj krunidbi Aragorn je izrekao one iste riječi koje je Elendil izrekao po dolasku u Smrtne zemlje - Et Earello Endorenna utúlien. Sinome maruvan an Hildinyar tenn' Ambar-metta! (Dođoh iz velikog mora u Međuzemlje. Na ovom ću mjestu prebivati i moji nasljednici dok je svijeta i vijeka!) 
Na Ivanje, Aragorn je od Elronda primio žezlo Annúminasa, treći predmet Elendilove baštine, te se vjenčao s Arwen, koja je postala smrtnicom, u Bijelom gradu. Nekoliko dana kasnije Aragorn je s Arwen, gospodaricom i gospodarom Lóriena, te s ostatkom družine otišao na pokop kralju Theodenu u Rohan, ali nije išao dalje od Isengarda. 
Njegova vladavina trajala je 120. godina. U Arnoru je ponovo bio obnovljen Annúminas, grad kraljeva, gdje je znao boraviti neko vrijeme. Ukazom je zabranio da itko od velikih ljudi ulazi u Shire, a šumu Drúadan je dao Ghan-buri-Ghanu i njegovu narodu, zbog njihova doprinosa u ratu, te u nju nitko nije smio ući bez dopuštenja.
Arwen mu je rodila sina Eldariona i nekoliko kćeri. No i njihovoj sreći je došao kraj, 120. godine Četvrtog doba, kada je Aragorn shvatio da mu se bliži čas smrti, te je radije dragovoljno predao svoj život, nego bio otrgnut silom od njega. Legao je na postelju u Rath Dínenu, predao žezlo svom sinu, te je mirno usnuo, dok je Arwen ostala s njim do posljednjeg daha. Doživio je 210. godina, jer mu je kao Numenorejcu, bio podaren 3 puta dulji životni vijek od ostalih ljudi u Međuzemlju. 
Arwen je umrla godinu kasnije u Lórienu, na brdu Cerin Amroth, na mjestu gdje su se davno prije zaručili.

## Imena i naslovi
- Aragorn je još poznat kao Strider, Elessar (Vilin-kamen, Quenya), Estel [Nada (Sindarin)], Envinyatar [Obnovitelj (Quenya)], Telcontar [Strider (Quenya)], Krilonogi, Krakonja, Dúnadan, Zvjezdani orao (Sindarin - Thorongil), Isildurov nasljednik
- Naslovi: Poglavar Dúnedaina, Kralj Ponovo Ujedinjenog kraljevstva Gondora i Arnora, Gospodar Zapadnih zemalja, Kralj Zapada, Gospodar Bijelog drveta.

## Važniji događaji vezani uz Aragorna

### Treće doba
- 3. – Isildurov štitonoša, Ohtar, sačuvao je i donio ostatke Narsila nakon bitke kod Dagorlada u Imladris. Elrond je prorekao da se mač neće prekovati sve dok se u godinama koje dolaze, Sauron vrati, Jedinstveni Prsten ne pojavi, a na svijet ne dođe onaj koji će njime rukovati.
- 2931. – 01. 03. rođen je Aragorn.
- 2933. -  Poginuo je Arathorn, Aragornov otac, u napadu orkâ. Aragorn je zatim odveden u Imladris, gdje se Elrond skrbio za njega, zovu ga Estel kako bi prikrili njegovo porijeklo.
- 2951 – Elrond je otkrio Estelu njegovo ime, te mu dao baštinu Elendilove kuće, izuzev žezla. Aragorn je u šumama Rivendella susreo Arwen i zaljubio se u nju.
- 2956. – Aragorn je upoznao Gandalfa, te su postali prijatelji.
- 2957. – 2980. -  23. godine Aragorn je bio na svojim putovanjima, borivši se protiv neprijatelja, služeći u vojsci Rohana i Gondora pod imenom Thorongil, Zvjezdani orao.
- 2980. – na svom putovanju Aragorn dolazi u Lórien, gdje je ponovo susreo Arwen. Zaručili su se na brdu Cerin Amroth.
- 3001. - Aragorn se odaziva na Gandalfov upit za pomoć u traženju Golluma.
- 3009. – 3017. Aragorn i Gandalf tragali su u nekoliko navrata za Gollumom, došavši sve do mordorskih granica.
- 3017. – Aragorn je uhvatio Golluma i odveo ga u Mrkodol, kod kralja Thranduila,  na čuvanje.

- 3018.
  - 29. 9. - Aragorn i hobiti susreli su se u Breeju, Kod propetog konjića. Postao je njihov vođa na putu prema Imladrisu, pošto se Gandalf nije pojavio.
  - 6. 10. – Aragorn se borio protiv Utvara na Vjetrovrhu, gdje je Frodo zadobio otrovnu ranu.
  - 25. 10. - Aragorn prisustvovao Elrondovu vijeću, gdje se otkrilo njegovo porijeklo.
  - 25. 12. - Aragorn s družinom krenuo iz Imladrisa put Mordora.

- 3019.
  - 15. 1. - Aragorn je preuzeo ulogu vođe, nakon što je Gandalf pao u Moriji.
  - 17. 1. - dolazak u Lórien
  - 16. 2. – odlazak iz Lóriena
  - 26. 2. -  došlo je do raspada družine na Part Galenu. Boromir je ubijen, Frodo i Sam otišli za Mordor, a za ostalom dvojicom hobita koji su zarobljen bili od Uruk-haia, krenuše Aragorn, Gimli i Legolas.
  - 30. 2. – Aragorn susreo Eomera u Rohanu.
  - 1. 3. – Aragorn i pratioci u Fangornu susreli Gandalfa Bijelog, koji se vratio u život, te su otišli u Edoras.
  - 3. 3. - Aragorn s kraljem Theodenom otišao u Helmovu klisuru, gdje se vodila bitka za Rograd protiv Uruk-haia.
  - 4. 3. – Aragorn i društvo došli su u uništeni Isengard, podno Orthanca, gdje Grima želeći ubiti Gandalfa, baca palantír kroz prozor.
  - 6. 3. – Aragornu ujutro stiže pomoć njegovih Dunedaina, koji su mu donijeli stijeg što ga je Arwen istkala za njega.
  - 7. 3. - Aragorn dolazi u Dunharrow
  - 8. 3. – Aragorn i ostali krenuli su Stazama Mrtvih, oko ponoći su došli do kamena na Erechu. Pratili su ih Mrtvi.
  - 9. 3. - kampirali su kod Calembela, na rijeci Ciril.
  - 10. 3. -  prošli su rijeku Gwathló.
  - 11. 3. – došli su u Lebennin, gondorsku pokrajinu.
  - 12. 3. – odupiru se vojsci neprijatelja i tjeraju ih prema Pelargiru.
  - 13. 3. -  Aragorn zarobio brodovlje kod Pelargira.
  - 15. 3. – Aragorn brodovima došao u pomoć Minas Tirithu kod Pelennorskih polja, pri tome je razvio stijeg koji mu je poslala Arwen.
  - 17. 3. – vojska pod vodstvom Aragorna napustila Minas Tirith i otišla prema Cormallenu.
  - 25. 3. – ujutro je započela bitka vojske Zapada i one iz Mordora. Kad se već činilo da će izgubiti, jer su ipak bili malobrojniji, Barad-dur se srušio, Sauron nestao, pošto je Prsten Vladar bio bačen u Kletu goru.
  - 1. 5. - okrunjen Aragorn, kao kralj Elessar Telcontar.
  - 25. 6. – kralj Elessar na starom svetištu na planini Mindolluin, pronašao je mladicu Bijelog Drveta.
  - Ivanje – vjenčali su se Elessar i Arwen.
  - 22. 8. – Elessar, kralj Zapada u Isengardu se oprostio s hobitima.

- 3020.
  - 25. 3. – počinje Četvrto Doba u Gondoru.
  - 29. 9. -  Svršetak Trećeg Doba (Tri Prstena odlaze u Besmrtne zemlje)

### Četvrto Doba
- 6. – kralj Elessar je donio ukaz da nitko od velikih ljudi ne smiju ući u Shire, proglasivši je zemljom slobodnog naroda pod njegovih žezlom.
- 15. – Elessar je neko vrijeme boravio na jezeru Nenuial. Tu je dao Samu zvijezdu Dunedaina.
- 31. – Kralj je ukazom Shireu pripojio Sjevernu pokrajinu
- 120. – na dan kada se i rodio, 01. ožujka, umro je kralj Elessar. Imao je 210. godina.
- 121. – svoj život je predala i Arwen, njegova žena, na Cerin Amrothu u Lórienu.

## Obiteljsko stablo
```
      Eärendil = Elwing
               |           Celeborn = Galadriel
               |                    |
       --------|--------            |
      |                 |           |
      |                 |           |
    Elros Elrond = Celebrían
      :                     |
Kings of Numenor            |
      :                     |
Lords of Andúnië            |
      :                     |
   Elendil †                | 
      |                     |
 -----|-------              |    
|             |             |    † High King of Arnor and Gondor
|             |             |
Isildur †  Anárion          |    
  :             :           |    
  :             :           |
The Kings The Kings    |
of Arnor of Gondor    |
  :             :           |
  :             :           |
  :           Eärnur ‡      |    ‡ Last King of Gondor
  :                         |
Chieftains of               |
the Dúnedain                |
      :                     |
      :                     |
  Arathorn II = Gilraen     |
                 |          |
                 |          |
     ARAGORN II ELESSAR = Arwen
                        |
                 -------|-------
                |               |
                |               |
            Eldarion neimenovana kćerka
```

## Adaptacije

### Animirani film
U kultnoj Ralf Bakashijevoj animiranoj verziji Gospodara Prstenova Aragornu je glas dao John Hurt. Bakshijev Aragorn, zanimljivo je, nije bio bradat. Ta Bakshijeva odluka ima svoju potvrdu u Nedovršenim pripovijestima u kojima stoji da Aragorn ne bi trebao imati bradu kao dokaz njegovog vilenjačkog podrijetla (jer vilenjaci nisu imali brade). Međutim, sam je Tolkien jednom prilikom napisao da vilenjaci mogu imati brade (Círdan Brodograditelj prikazan s vrlo dugačkom bradom). 

### Televizija
Theodore Bikel je 1980. za Rankin/Bass napravio animiranu inačicu Povratka kralja. U toj, samo za televiziju snimljenoj adaptaciji, Aragorn se prvi put pojavljuje u Bitci na Pelennorskim poljima, predvodeći pojačanje iz južnog Gondora.

### Radio
U BBC-ijevom serijalu Gospodar prstenova iz 1981. Aragornu je glas posudio Robert Stephens.

### Film
U filmskoj trilogiji Petera Jacksona Aragorna je utjelovio Viggo Mortensen. Zanimljivo je da na set prvo pozvan Stuart Townsend, ali je redatelj, nakon mjesec dana proba, zaključio da je premlad i na snimanje pozvao Mortensena. U filmskoj inačici, Aragorn mora prevladati sumnju u vlastite sposobnosti da vlada kraljevstvom. Međutim, takva sumnja u izvornom djelu ne postoji. 
Uloga Aragorna je prvotno bila ponuđena Daniel Day-Lewisu koji ju je odbio.

### Kazalište
U trosatnoj kazališnoj produkciji, koja je svoju premijeru doživjela 2006. u Torontu, Aragorna je utjelovio Evan Buliung. 
U SAD-u je Gospodar prstenova doživio dvije kazališne adaptacije. U Cincinnatiju 2003. Aragorna je u Povratku kralja glumio Josh Beshears, dok je u Chicagu 1999. u Dvije kule istu ulogu odigrao Robert McLean.